# イエス、わが喜び

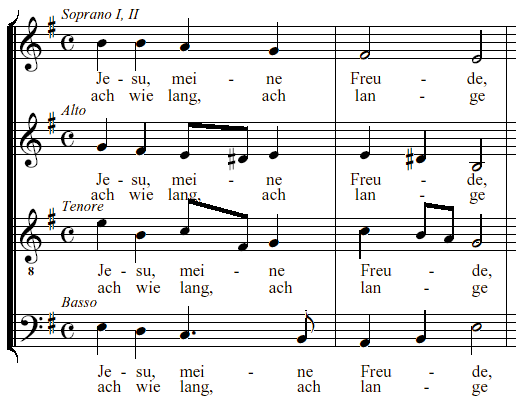
コラールの最初

イエス、わが喜び（イエス、わがよろこび、ドイツ語: Jesu, meine Freude）は17世紀の代表的なドイツ・コラールである。17世紀以来ドイツの人々に深く愛されてきた。ヨハン・ゼバスティアン・バッハのモテットBWV227。

## 原作
作詞者はヨハン・フランクである。作曲は、教会音楽歌家ヨハン・クリューガーである。この歌は、クリューガーの1653年の聖歌集に最初に収録された。
原作は、6節からなり、キリストへの情熱的な愛を歌っている。しかし、個人的な色彩が強いため、ルター派の教会では使用を反対するところもあった。

## 編曲
ドイツ人の愛好する賛美歌で、ヨハン・ゼバスティアン・バッハを始めとして多数の作曲家が、この曲に基づいて、オルガン曲や合唱曲を書いている。バッハのクリスマス・オラトリオ第40曲にも取り入れられている。

## バッハのモテットの構成
典型的なABCDCBAのブリュッケン・フォルム「橋型形式」である。
1. Jesu, meine Freude (1. スタンザ)　イエス、わが喜び
2. Es ist nun nichts Verdammliches (聖句、ローマ書8:1、8:4) 「こういうわけで、今は、キリスト・イエスにある者が罪に定められることは決してありません。（ローマ8:1）」[1]、「これ肉に從はず靈に從ひて歩む我らの中に、律法の義の完うせられん爲なり。（ローマ8:4）」[2]
3. Unter deinem Schirmen (2.スタンザ)主の守り
4. Denn das Gesetz (à 3, 聖句、ローマ8:2)「なぜなら、キリスト・イエスにある、いのちの御霊の原理が、罪と死の原理から、あなたを解放したからです。」
5. Trotz dem alten Drachen (3. スタンザ)
6. Ihr aber seid nicht fleischlich (Fugue,聖句、ローマ8:9) 「もし神の御霊があなたがたのうちに住んでおられるなら、あなたがたは肉の中にではなく、御霊の中にいるのです。キリストの御霊を持たない人は、キリストのものではありません。」
7. Weg mit allen Schätzen (4. スタンザ)  去れ、すべての宝
8. So aber Christus in euch ist (à 3, 聖句、ローマ8:10) 「もしキリストがあなたがたのうちにおられるなら、からだは罪のゆえに死んでいても、霊が、義のゆえに生きています。」
9. Gute Nacht, o Wesen (à 4, 5. スタンザ) さらば、世の選びしもの
10. So nun der Geist (聖句、ローマ8:11) 「もしイエスを死者の中からよみがえらせた方の御霊が、あなたがたのうちに住んでおられるなら、キリスト・イエスを死者の中からよみがえらせた方は、あなたがたのうちに住んでおられる御霊によって、あなたがたの死ぬべきからだをも生かしてくださるのです。」
11. Weicht, ihr Trauergeister (6. スタンザ)退け、悲しみの霊、

| コラール                   |
| トリオ                     |
| クアジ-アリア 自由コラール |

| コラール                   |
| トリオ                     |
| クアジ-アリア 自由コラール |

## 所収
- 讃美歌第二編93番「わがよろこび」